# Reinhold Mack
Reinhold Mack (también conocido como Mack) es un productor discográfico alemán e ingeniero de sonido, más conocido por sus colaboraciones con las bandas de rock Electric Light Orchestra y Queen. La mayor parte de este trabajo tuvo lugar en los estudios Musicland de Giorgio Moroder en Munich. Su tercer hijo, John Frederick Mack, fue nombrado con los nombres de sus padrinos: Freddie Mercury y John Deacon.

## Discografía selecta
Álbumes trabajado como ingeniero de sonido:
- Electric Light Orchestra: Face the Music (1975)
- Electric Light Orchestra: A New World Record (1976)
- Sweet: Give Us a Wink! (1976)
- Electric Light Orchestra: Out of the Blue (1977)
- Electric Light Orchestra: Discovery (1979)
- Electric Light Orchestra: Xanadu (1980)
- Electric Light Orchestra: Time (1981)
- Brian May & Friends: Star Fleet Project (1983, Mini EP; mix por Mack)
- Electric Light Orchestra: Balance of Power (1986)
- Queen: Live Magic (1986; grabado por Mack y David Richards)
- Queen: Live at Wembley '86 (1992; grabado por Mack)
- Queen: Queen on Fire - Live at the Bowl (2004; grabado por Mack)
- Queen: Queen Rock Montreal (2007; grabado por Mack)

Álbumes producidos o coproducidos por Mack:
- Peter Straker: Real Natural Man (1980)
- Queen: The Game (1980)
- Queen: Flash Gordon (1980)
- After the Fire: 80-f (1980)
- Sparks: Whomp That Sucker (1981)
- Billy Squier: Don't Say No (1981)
- After the Fire: Batteries Not Included (1982)
- Sparks: Angst in My Pants (1982)
- Queen: Hot Space (1982)
- Billy Squier: Emotions in Motion (1982)
- Queen: The Works (1984)
- Roger Taylor: Strange Frontier (1984)
- Meat Loaf: Bad Attitude (1984; producido por Meat Loaf, Paul Jacobs y Mack)
- Freddie Mercury: Mr. Bad Guy (1985)
- BAP: Ahl Männer, aalglatt (1986)
- Queen: A Kind of Magic (1986)
- Extrabreit (Banda alemana): Sex after three years in a submarine (1987)
- Heavy Pettin: Lettin Loose (1987; produced by Brian May and Mack)
- Extreme: Extreme (1989)
- Bonfire: Knock Out (1991)
- Black Sabbath: Dehumanizer (1992)
- Loud: Psyche 21 (1992)
- SBB: New Century (2005)
- Liquid Meat: Beat the Meatles (2006)
- The Shazam: M3TEOR (2009)